# LOCA
L'acronimo LOCA (dall'inglese loss-of-coolant accident) indica l'incidente dovuto alla perdita del fluido refrigerante dal circuito primario di raffreddamento di un reattore nucleare a fissione. Senza l'intervento dei sistemi di sicurezza, tale incidente può facilmente condurre alla fusione del nocciolo.

## Nei reattori ad acqua
Nei reattori nucleari ad acqua pressurizzata e ad acqua bollente il fluido refrigerante è costituito da acqua che circola attraverso il nocciolo per mezzo di pompe.
In alcune tipologie di reattori l'acqua, oltre essere il fluido refrigerante, costituisce anche il moderatore, il materiale che riduce l'energia cinetica dei neutroni mediante successivi urti. In questo modo i neutroni perdono energia fino a diventare neutroni termici, che hanno una maggiore probabilità di produrre nuove reazioni di fissione e quindi continuare la reazione a catena. Per questi reattori il coefficiente di vuoto è negativo: con la perdita dell'acqua di raffreddamento il nocciolo perde il moderatore e la reazione di fissione si interrompe.
In caso di LOCA, il circuito primario si svuota progressivamente, privando il nocciolo della refrigerazione e quindi provocandone il surriscaldamento. Questo si verifica anche se il reattore è già spento poiché l'energia termica del combustibile tende ad aumentare comunque a causa del calore di decadimento.
Se i sistemi di emergenza non intervengono e la refrigerazione non viene ripristinata in tempo utile, il nocciolo rischia di fondere parzialmente o totalmente, con conseguente rilascio di materiale altamente radioattivo all'interno del contenitore primario.